# Biblioteka Polska w Rumunii
Biblioteka Polska w Rumunii (Biblioteka Rumuńska) – biblioteka przeznaczona dla Polaków przebywających w Rumunii (właśc. w Zjednoczonych Księstwach Rumunii, a następnie w Królestwie Rumunii), która działała w latach 1866–1892, od 1870 roku w Jassach; następnie jej zbiory trafiły następnie do Bytomia, później do Katowic, a ostatecznie do Biblioteki Śląskiej.

## Historia
Książnica została założona w 1866 roku przez lekarza Juliana Łukaszewskiego, który został zmuszony do emigracji po powstaniu styczniowym, w którym brał udział. Z pomocą Franciszka Kopernickiego i lokalnej gminy otworzono wówczas czytelnię w Mihăileni. Biblioteka miała być finansowana z budżetu gminy oraz składek członkowskich; planowano utworzenie filii w miejscowościach, gdzie przebywali Polacy. Ustanowiono czytelnie m.in. w: Bakowie, Botoszanach, Bukareszcie, Jassach, Niamcu, Paszkanach, Tekuczu, Târgu Frumos i Zworesztach. Julian Łukaszewski został lekarzem naczelnym szpitala św. Trójcy w Jassach i przeniósł tamże siedzibę biblioteki w 1870 roku. 
Towarzystwo Biblioteka Polska w Rumunii zostało powołane w 1875 roku, a biblioteka miała być własnością narodową. Początkowo biblioteka znajdowała się w mieszkaniu Juliana Łukaszewskiego, a później wynajęto dwie izby na jej potrzeby. Założyciel biblioteki pełnił rolę jej prezesa, a także sekretarza, skarbnika oraz bibliotekarza, co doprowadziło do nieporozumień i konfliktów z innymi członkami towarzystwa. Planowano utworzyć także polską szkołę ludową w Jassach przy bibliotece. W 1891 roku Zarząd Biblioteki Polskiej w Rumunii wydał Książkę pamiątkową, która zawierała kronikę 25-letniej działalności biblioteki. 
Polacy stopniowo wyjeżdżali z Rumunii, a założyciel postanowił zamieszkać we Lwowie, w związku z tym samodzielnie zadecydował o przeniesieniu księgozbioru na Górny Śląsk, który jego zdaniem był najbardziej zagrożony wynarodowieniem. Stowarzyszenie biblioteczne działało do 1892 roku. Na potrzeby przyjęcia daru w liczbie około 3000 woluminów 11 lipca 1892 roku powstało Górnośląskie Towarzystwo Literackie z siedzibą w Bytomiu, które początkowo nie było zbyt aktywne. Zbiory rumuńskiej biblioteki pozostawały kilka lat w siedzibie redakcji czasopisma „Katolik”. 
Górnośląskie Towarzystwo Literackie zostało przekształcone w Towarzystwo Przyjaciół Nauk na Śląsku w maju 1920 roku, które przeniosło się do Katowic w 1922 roku. Zbiory biblioteczne powiększano jedynie poprzez wymiany i dary. Problemy lokalowe sprawiły, że 22 maja 1934 roku towarzystwo zadecydowało o darowiźnie księgozbioru na rzecz Biblioteki Sejmu Śląskiego. Podczas II wojny światowej zbiory wcielono do Landesbücherei w Katowicach, która służyła wyłącznie Niemcom. Po II wojnie światowej zbiory trafiły do Śląskiej Biblioteki Publicznej (późniejsza Biblioteka Śląska).

## Zbiory
Biblioteka była przeznaczona dla wszystkich zainteresowanych Polaków, korzystanie ze zbiorów było płatne. Większość zbiorów stanowiły dary z Polski oraz z zachodniej emigracji; m.in. od księgarza Jana Konstantego Żupańskiego. Dary przysłała także np. Akademia Umiejętności czy Biblioteka Polska w Paryżu. Opiekunami biblioteki, którzy pomagali w jej działalności byli m.in. Jan Niecisław Baudouin de Courtenay, Józef Ignacy Kraszewski, Karol Libelt, Eliza Orzeszkowa. Nabywano książki także drogą kupna. 
Biblioteka gromadziła książki, broszury i niemal 100 tytułów czasopism. W momencie założenia biblioteka dysponowała około 200 woluminami, a w chwili przekazania zbiorów na Górny Śląsk liczyła przeszło 4000 woluminów. W 1934 roku zbiór przekazywany Bibliotece Śląskiej liczył 10 520 woluminów. Trudno oszacować, ile z tej liczby zachowało się w zbiorach Biblioteki Śląskiej.
Księgozbiór obejmował głównie literaturę piękną w języku polskim, a także dzieła historyczne, geograficzne, prace naukowe, oraz książki w języku niemieckim i kilka książek w języku ukraińskim, a także czasopisma i druki okolicznościowe.